# Trabalho em equipe

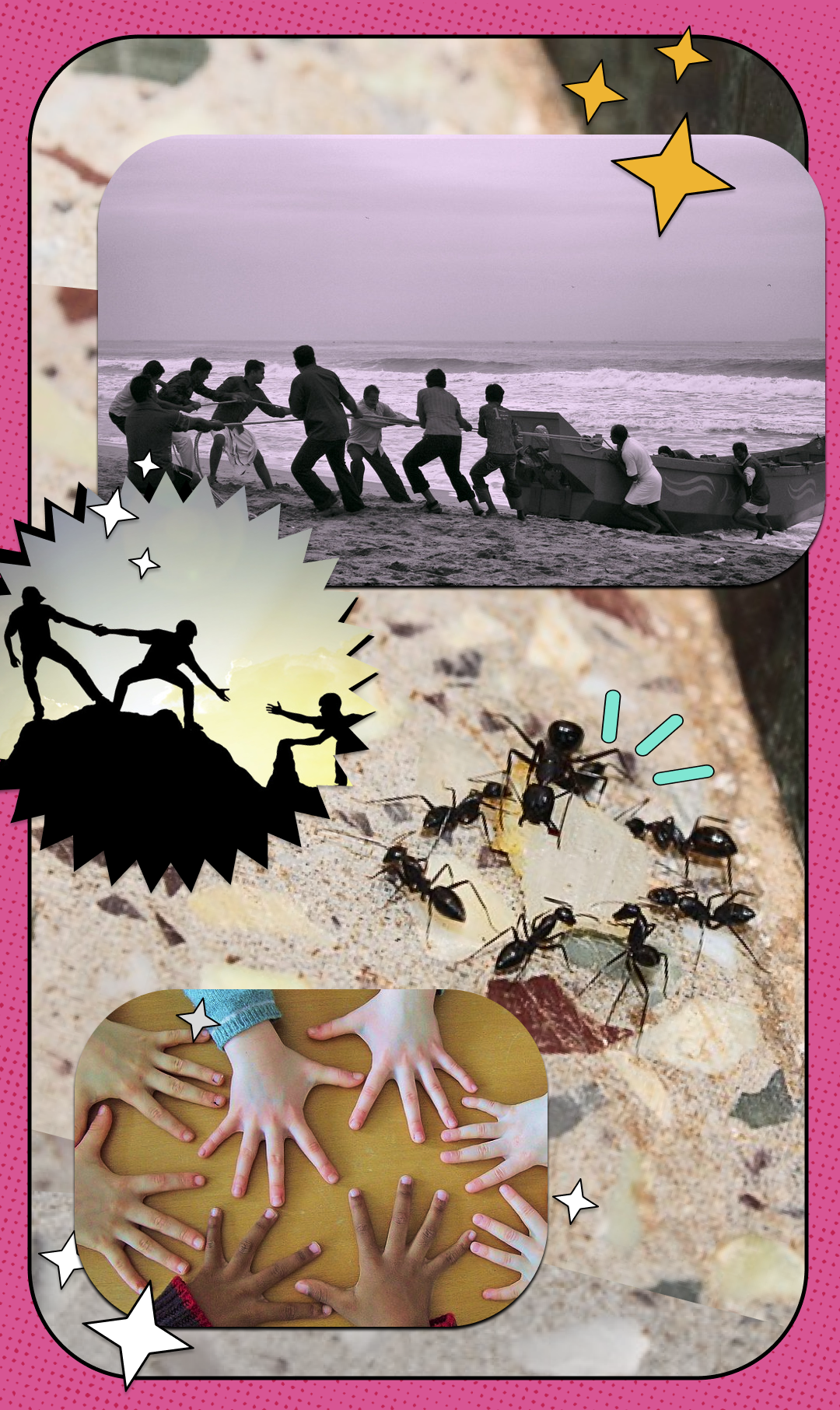
Uma representação de trabalho em equipe e partilha coletiva.

Trabalho em equipe ou trabalho de equipe é quando um grupo ou uma sociedade resolve criar um esforço coletivo para resolver um problema.
O trabalho em equipe pode também ser descrito como um conjunto ou grupo de pessoas que dedicam-se a realizar uma tarefa ou determinado trabalho. Uma revisão de 2012 da literatura acadêmica descobriu que a palavra "trabalho em equipe" foi usada como "catchall" para se referir a uma série de processos comportamentais e estados emergentes ".
O trabalho em equipe possibilita a troca de conhecimento e agilidade no cumprimento de metas e objetivos compartilhados.Na sociedade em que vivemos, o trabalho em equipe é muito importante, pois cada um precisa da ajuda do outro.

## Negócios
Nas empresas o trabalho em equipa é crucial para a concretização dos objetivos por ela delineados. John C. Maxwell, no seu livro Teamwork Makes The Dream Work refere que trabalhar em conjunto é importante em todas a vertentes da vida, sejam elas pessoais ou profissionais. Se houver um objetivo estabelecido pelo desempenho de um grupo de pessoas, é mais provável que cada um se sinta  obrigado a agir nesse sentido e produzindo assim maiores resultados.

## Tecnologia da informação
O trabalho em equipe tem se mostrado crucial não somente na área de tecnologia da informação, mas também em quase todas as áreas de negócio, já que a evolução tecnológica afetou (positivamente) também outras áreas, como a indústria, os transportes, a logística, a medicina, a educação etc., disseminando e pulverizando o conhecimento em múltiplas áreas de especialização. O século XXI firmou a metodologia do trabalho em equipe como forma definitiva de executar projetos e também meios de produção.

## Esportes

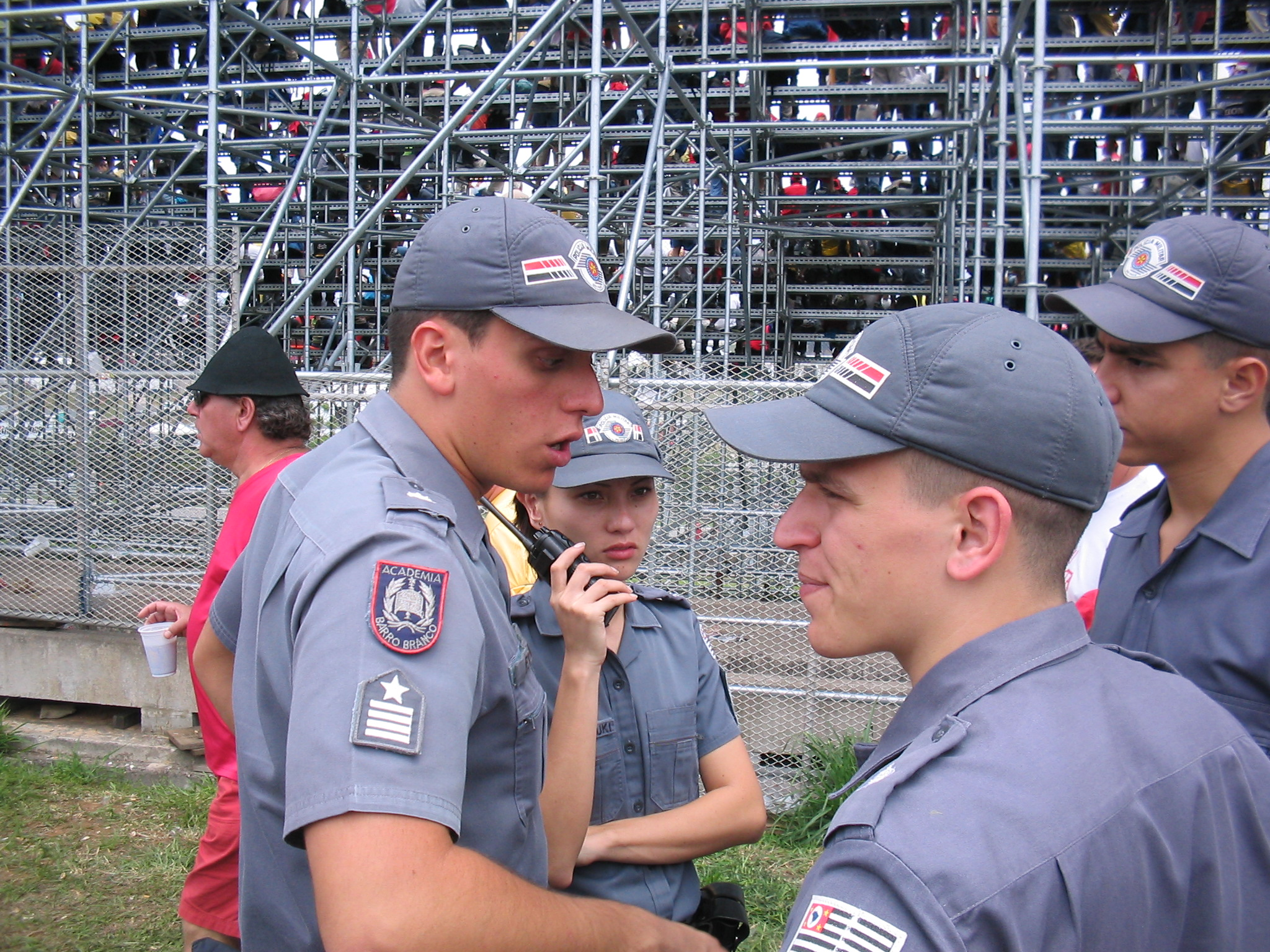
Polícia Militar em operação de proteção aos torcedores da Fórmula Um em Interlagos.

Exemplo de uma atuação de um trabalho em equipe são os esportes ou atividades, em que times ou seleções jogam umas contras as outras.

## Saúde
Em cuidados de saúde, o "trabalho em equipe" é "um processo dinâmico envolvendo dois ou mais profissionais de saúde com antecedentes e habilidades complementares, compartilhando objetivos comuns de saúde e exercendo esforços físicos e mentais concertados na avaliação, planejamento ou avaliação do paciente Cuidado".